# 鮑伯·弗蘭德
羅伯特·巴特梅斯·弗蘭德（英語：Robert Bartmess Friend，1930年11月24日—2019年2月3日），為前美國職棒大聯盟的投手。生涯曾效力於海盜、洋基與大都會等隊。
弗蘭德生涯幾乎都在海盜度過，他目前仍是隊史投球局數和三振的紀錄保持人。他也是大聯盟首位在墊底球隊成為聯盟防禦率王的選手。
弗蘭德在1979年入選印第安納棒球名人堂；2023年，他入選海盜隊名人堂。

## 職業生涯
1951年4月28日，弗蘭德登上大聯盟。他中繼2局無失分，最後球隊2比4敗給紅人。8月15日，弗蘭德首次拿下完封勝。整季他拿下6勝10敗，防禦率4.27，海盜這年只有64勝90敗。
1952年，弗蘭德成為球隊的4號先發。他在球季初先發就投出完封勝，整季他拿下7勝17敗，防禦率4.18。這年海盜只有42勝112敗，寫下隊史62年來最差戰績。
1953年，弗蘭德拿下8勝11敗，防禦率4.90。6月15日，他面對勇士投出10局完投勝。
1954年，弗蘭德拿下7勝12敗，防禦率5.07。隔年他拿下14勝9敗，防禦率2.83，成為聯盟的防禦率王。他在MVP票選上拿下第16名。儘管成績不錯，海盜還是只拿下60勝。
1956年，弗蘭德先發42場比賽，拿下17勝17敗，防禦率3.46。6月8日，他投出11局的完投勝，並送出9次三振。這年他首度入選明星賽。
1957年，弗蘭德拿下14勝18敗，防禦率3.38。8月13日，他投出2安打的完封勝。
1958年，弗蘭德再度入選明星賽。他拿下22勝14敗，防禦率3.68。他在賽揚獎票選上拿下第三；MVP票選拿下第六。這年海盜一路衝到聯盟第二，僅次於密爾瓦基勇士。
1959年，弗蘭德成為聯盟的敗投王，整季拿下8勝19敗，防禦率4.03。他在吞下7敗後終於在5月28日拿下賽季首勝。
1960年，弗蘭德第三度入選明星賽。他拿下18勝12敗，防禦率3.00。這年海盜拿下95勝67敗，成功打進世界大賽。最後海盜鏖戰7場險勝洋基，拿下世界大賽冠軍。不過弗蘭德卻吞下了2敗，防禦率高達13.50。
1961年，弗蘭德拿下14勝19敗，防禦率3.85，再次成為敗投王。隔年他拿下18勝14敗，防禦率3.06。不過最後海盜拿下93勝68敗，只排在聯盟第四。
1963年，弗蘭德拿下17勝16敗，防禦率2.34寫下個人最佳。結果球隊反而成為唯一一支勝率不到5成的非擴編球隊。隔年他拿下13勝18敗，防禦率3.33。他在7月15日投出完封勝。
1965年，弗蘭德只拿下8勝12敗，防禦率3.24。球季結束後，海盜未與他續約。1966年，弗蘭德在洋基僅拿下1勝4敗，防禦率4.84，季中他加入大都會，拿下5勝8敗，防禦率4.40。儘管他的生涯成績很不起眼，但他和佛恩·勞仍被視為1960年代海盜隊最強的兩位投手。

## 生涯投球成績
| 勝投 | 敗投 | 防禦率 | 出賽場次 | 先發 | 完投 | 完封 | 投球局數 | 安打 | 失分 | 自責分 | 全壘打 | 保送 | 三振 | 暴投 | 觸身球 |
| ---- | ---- | ------ | -------- | ---- | ---- | ---- | -------- | ---- | ---- | ------ | ------ | ---- | ---- | ---- | ------ |
| 197  | 230  | 3.58   | 602      | 497  | 163  | 36   | 3611.0   | 3772 | 1652 | 1438   | 286    | 894  | 1734 | 50   | 46     |

## 個人生活
1957年，弗蘭德和一名護士結婚，並育有兩個小孩。其中和他同名的兒子鮑伯成為了高爾夫球手。
2019年2月3日，弗蘭德突然心跳停止去世於自宅，享年88歲。

## 外部連結
- 球員資訊和成績在MLB ，ESPN ，Retrosheet ，Baseball Reference ，Baseball Reference (Minors) ，Fangraphs ，The Baseball Cube （英文）
- 鮑伯·弗蘭德在台灣棒球維基館上的頁面（繁體中文）